# General Arenales partido
General Arenales egy partido (körzet) Argentínában a Buenos Aires tartományban. A fővárosa General Arenales.

## Települések
| - General Arenales - Arribeños - Ascensión - Estación Arenales - Ferré - La Angelita - La Trinidad | Parajes - Delgado - Ham - La Pinta - Km 95 - El Chingolo |